# (9257) Kunisuke
(9257) Kunisuke est un astéroïde de la ceinture principale.

## Description
(9257) Kunisuke est un astéroïde de la ceinture principale. Il fut découvert le 24 septembre 1973 à l'observatoire Palomar par Cornelis Johannes van Houten, Ingrid van Houten-Groeneveld et Tom Gehrels. Il présente une orbite caractérisée par un demi-grand axe de 2,99 UA, une excentricité de 0,08 et une inclinaison de 9,9° par rapport à l'écliptique.

## Compléments